# 예천동부초등학교
예천동부초등학교(醴泉東部初等學校)는 대한민국 경상북도 예천군 예천읍에 있는 공립 초등학교이다.

## 학교 연혁
- 1943년 6월 3일 : 예천동부국민학교 설립인가
- 1943년 7월 1일 : 개교
- 1996년 3월 1일 : 예천동부초등학교로 개칭
- 1998년 3월 1일 : 교육부 지정 인성교육 시범학교 운영(1998.03.01 ~ 2000.02.29)
- 1999년 3월 1일 : 보문분교장 편입
- 2004년 11월 5일 : 다목적 강당(예동관) 개관
- 2006년 12월 13일 : 지혜샘터 도서관 개관
- 2008년 2월 29일 : 보문분교장, 옥천분교장 본교에 통폐합
- 2013년 2월 15일 : 제65회 졸업식(누계 11,491명)
- 2014년 9월 1일 : 김종상 교장 부임

## 참고 자료
- 예천동부초등학교 - 한국교육학술정보원 학교알리미